# Боэдо-Охеда
Боэдо-Охеда  (исп. Boedo-Ojeda)  — район (комарка) в Испании, входит в провинцию Паленсия в составе автономного сообщества Кастилия и Леон.

## Муниципалитеты
1. Алар-дель-Рей
2. Ногалес-де-Писуэрга
3. Сан-Кирсе-дель-Рио-Писуэрга
4. Баррио-де-Сан-Висенте
5. Бесерриль-дель-Карпио
6. Басконес-де-Охеда
7. Калаорра-де-Боэдо
8. Кольясос-де-Боэдо
9. Отерос-де-Боэдо
10. Деэса-де-Романос
11. Эспиноса-де-Вильягонсало
12. Эррера-де-Писуэрга
13. Наверос-де-Писуэрга
14. Ольмос-де-Писуэрга
15. Вентоса-де-Писуэрга
16. Вильябермудо
17. Ла-Вид-де-Охеда
18. Мисьесес-де-Охеда
19. Берсоса-де-лос-Идальгос
20. Олеа-де-Боэдо
21. Ольмос-де-Охеда
22. Амаюэлас-де-Охеда
23. Моарвес-де-Охеда
24. Монтото-де-Охеда
25. Писон-де-Охеда
26. Кинтанательо-де-Охеда
27. Сан-Педро-де-Охеда
28. Вега-де-Бур
29. Вильявега-де-Охеда
30. Парамо-де-Боэдо
31. Вильянесерьель
32. Сорита-дель-Парамо
33. Пайо-де-Охеда
34. Праданос-де-Охеда
35. Ревилья-де-Кольясос
36. Сан-Кристобаль-де-Боэдо
37. Санта-Крус-де-Боэдо
38. Ихоса-де-Боэдо
39. Сантибаньес-де-Экла
40. Сан-Андрес-де-Арройо
41. Вильяэскуса-де-Экла
42. Сотобаньядо-и-Приорато
43. Сотильо-де-Боэдо
44. Вильямерьель
45. Сембреро
46. Сан-Мартин-дель-Монте
47. Санта-Крус-дель-Монте
48. Вильорките-де-Эррера
49. Вильяпроведо